# Mirtazapina
Mirtazapina – wielopierścieniowy organiczny związek chemiczny o właściwościach przeciwdepresyjnych i nasennych, stosowany jako lek.

## Wskazania
Lek jest stosowany w leczeniu wielu zaburzeń, między innymi depresji (zwłaszcza u pacjentów z obniżonym łaknieniem), obsesji oraz stanów lękowych w rodzaju lęku uogólnionego czy fobii społecznej. Może być też stosowany doraźnie jako środek nasenny.
Zgodnie z wskazaniami rejestracyjnymi stosowany jest w leczeniu epizodów depresji o średnim i ciężkim nasileniu.

## Farmakologia
Substancja ta jest przede wszystkim antagonistą receptorów:
- serotoninowych 5-HT2 oraz 5-HT3
- histaminowego H1 (charakterystyczny bardzo silny odwrotny agonizm)
- adrenergicznego α2.

Mirtazapina nie jest lekiem z rodziny SSRI, razem z mianseryną tworzy unikalną grupę antydepresantów NaSSA. Jej enancjomer S-(+) (esmirtazapina) blokuje receptory α2 i 5-HT2, natomiast enancjomer R-(−) blokuje receptory 5-HT3. Silne działanie uspokajająco-nasenne mirtazapiny jest skutkiem antagonizmu receptora H1.
Antagonizm receptora 5-HT3 powoduje, że mirtazapina ma pewne właściwości przeciwwymiotne, pomocne np. w leczeniu zespołu jelita drażliwego.

## Działania uboczne
Często powoduje senność w ciągu dnia, wzmożenie łaknienia i przybranie na wadze. Często też pacjenci zgłaszają nienormalne wyraziste sny (ale nie koszmary), co nie jest zazwyczaj objawem uciążliwym. Ma to niewątpliwie związek z jednoczesnym ujemnym wpływem serotoninergicznym i histaminergicznym.

Donoszono, że przewlekłe (ale nie doraźne, jak w przypadku zastosowania w celu nasennym) podawanie mirtazapiny podnosi poziom czynnika TNF-α w organizmie, co może stanowić potencjalne ryzyko i przeciwwskazanie dla osób cierpiących na schorzenia autoimmunologiczne. Podawana przewlekle może także wpływać supresyjnie na szpik kostny, choć to działanie mirtazapiny obserwowano u pacjentów rzadko.

## Dawkowanie
Preparat podaje się doustnie, początkowo 15–30 mg/d, następnie 15–45 mg/d. Najlepiej podawać przed snem.

## Interakcje
Może nasilać hamujące działanie alkoholu, benzodiazepin i barbituranów na ośrodkowy układ nerwowy.

## Dostępność
W Polsce dostępna pod nazwami Mirtagen, Mirtor, Mirzaten, Mirzaten Q-Tab i Remirta Oro.